# Distretto di Mariano Dámaso Beraun
Il distretto di Mariano Dámaso Beraun è uno dei sei distretti della provincia di Leoncio Prado, in Perù. Si trova nella regione di Huánuco e si estende su una superficie di 766.27 chilometri quadrati.